# Richard Kleinmichel

Richard Kleinmichel

Richard Kleinmichel (* 31. Dezember 1846 in Posen; † 18. August 1901 in Charlottenburg) war ein deutscher Komponist, Kapellmeister und Pianist.
Der deutsche Pianist und Komponist, Richard Kleinmichel, erhielt den ersten Unterricht von seinem Vater (Friedrich Heinrich Hermann Kleinmichel, 1817–1894), einem Militär- und Operndirigenten. 1863 bis 1866 absolvierte er sein Studium am Konservatorium Leipzig und ließ sich anschließend in Hamburg nieder.
Kleinmichel hat in Hamburg viele Werke veröffentlicht, vor allem für Klavier. Seine zweite Symphonie wurde im Gewandhaus zu Leipzig mit Erfolg gegeben. In dieser Stadt bekleidete er für einige Zeit die Position eines Kapellmeisters am Stadttheater und ging anschließend in gleicher Funktion nach Danzig und Magdeburg.
Seine erste Oper Manon wurde mit Erfolg 1883 in Hamburg einstudiert, seine zweite unter dem Titel Der Pfeifer von Dusenbach kam am gleichen Ort im Jahr 1891 heraus.
Kleinmichel war auch als Arrangeur vereinfachter Ausgaben einer Reihe von Klavierauszügen von Richard Wagners Musikdramen und anderen Opern tätig, die noch heute vielfach im Gebrauch sind.